# ماركوس كونستانتيدس
ماركوس كونستانتيدس هو لاعب كرة قدم بلجيكي في مركز حراسة المرمى، ولد في 25 يونيو 1985 في شارلوروا في بلجيكا. لعب مع نادي رويال شارلروا ونادي سيراين ونادي مونز ونيا سلاميس فاماغوستا.